# Henriette von Crayen

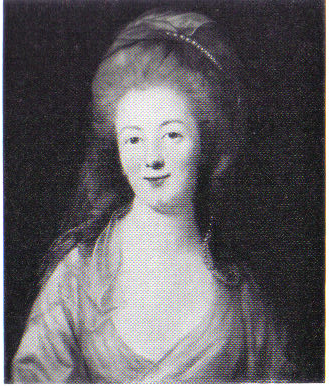
Henriette Crayen. Gemälde von Anton Graff um 1783

Susanne Henriette von Crayen (* 1. November 1755 in Berlin; † 26. Februar 1832 in Berlin), geb. Leveaux, war eine Leipziger und Berliner Salonnière um 1800.

## Leben
Henriette von Crayen entstammte der wohlhabenden französischen Réfugié-Familie Leveaux. Am 6. Februar 1777 heiratete sie in Berlin den Bankier August Wilhelm Crayen (1751–1803), der als preußischer Konsul in Leipzig lebte und 1788 nobilitiert wurde. Nach dem Tod ihres Mannes 1803 zog sie wieder nach Berlin und wurde zur gefeierten und umworbenen Ikone des dortigen geselligen Lebens. Henriette soll, dem Lebensgefühl des Ancien Régime sowohl wie der frühbürgerlichen, freiheitlichen Empfindsamkeit der Aufklärung entsprechend, zahlreiche Liebesaffären gehabt haben: unter anderem mit König Friedrich Wilhelm II., Herzog Karl August von Sachsen-Weimar, Herzog Friedrich IV. von Sachsen-Gotha, Fürst Georg von Waldeck, mit dem Herzog von Richelieu, dem Fürsten Charles Joseph de Ligne, Graf Rostoptschin und Baron Alexis von Krüdener (Burchard Alexis Constantin Baron von Krüdener, 1744–1802), dem Ehemann der berühmten Mystikerin Juliane von Krüdener.
Frau von Crayen stand mit zahlreichen bedeutenden Persönlichkeiten ihrer Zeit aus Politik, Wissenschaft, Kultur und Gesellschaft in Verbindung. Wenngleich ihr eigenes intellektuelles Interesse vom gesellschaftlichen überwogen wurde, vermittelte sie als Salonnière in einer Epoche strikter sozialer Distinktion zwischen Vertretern widersprüchlicher Neigungen und Angehörigen verschiedener Stände und trug somit selber nicht unwesentlich zur geistigen Gestalt ihres Zeitalters bei.
Henriette von Crayen starb 1832 in Berlin. Ihr Grab auf dem Friedhof der Französisch Reformierten Gemeinde ist jedoch nicht mehr erhalten.

## Familie
August Wilhelm und Henriette von Crayen hatten mehrere Kinder, darunter:
- Carl August Alexander (1783–1815), Rittmeister im Königlich Preußischen Husaren-Regiment „von Zieten“ (Brandenburgisches) Nr. 3
- Charles Marc Antoine (1785–1813), Sekondeleutnant in der Herzoglich Weimarischen Armee
- Pauline Elisabeth Victoire (1786/87–1865)[2], unverheiratet, Mutter des Otto Ferdinand von Crayen (1808–1873)[3]
- Friedrich Carl von Crayen (* 7. Januar 1788; † früh, vor 1822)[4]

Charles Marc Antoine soll in Wahrheit ein unehelicher Sohn des Herzogs Karl August gewesen sein; zu Victoire siehe Fortleben. Eine Nichte Henriettes war Pauline Wiesel, Geliebte des Prinzen Louis Ferdinand; eine Großnichte Caroline Mayer, nachmals verheiratet mit dem Dichter Jean Paul.

## Salon

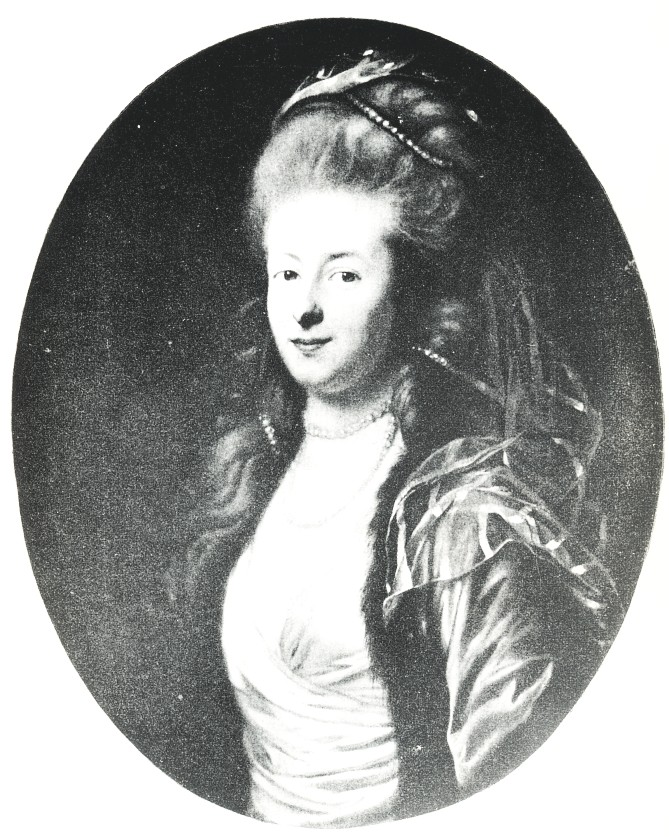
Henriette von Crayen. Gemälde von Anton Graff um 1783

Henriette von Crayen war eine der ersten Salonnièren der Sattelzeit und prägte maßgeblich den Typus des literarischen Salons als Ort des geistigen Austauschs und der zwanglosen Geselligkeit, wie er für die Zeit um 1800 typisch wurde. Bereits in Leipzig führte die junge Konsulin ein gastliches Haus, in dem neben internationalen Gästen auch viele Größen der beginnenden Weimarer Klassik verkehrten. Nach der Rückkehr nach Berlin eröffnete sie 1805 in ihrem Haus Unter den Linden 32/Charlottenstraße einen neuen Salon, der zum Treffpunkt der gelehrten und galanten Berliner Gesellschaft wurde und zahlreiche berühmte Zeitgenossen anzog. Der Salon, der sich in seiner Anziehungskraft ohne Weiteres mit den Soiréen der Rahel Varnhagen oder Henriette Herz messen lassen konnte, überdauerte die Napoleonische Besatzung und die Befreiungskriege und schloss erst 1830 seine Türen.
Ein Spezifikum des Salonlebens, das sich in dem Salon der Crayen wie in ihrer eigenen Biografie besonders ausprägte, war das Neben- und Ineinander von intellektuellem und erotischem Interesse, was zu vielen bemerkenswerten Amouren führte. Ihre Nichte Pauline Wiesel, Tochter ihrer Schwester Elisabeth César, besuchte den Salon ihrer Tante häufig gemeinsam mit ihrem, gar nicht heimlichen, Lebensgefährten Prinz Louis Ferdinand von Preußen (1772–1806) – ein Detail, was ein besonderes Schlaglicht auf den Verzicht auf adelig-ständische Konventionalität einerseits, bürgerlich-moralistische Sittenstrenge andererseits wirft, der den wesentlichen Bestand und den wesentlichen Reiz des Salonslebens ausmachte und ihm seine eigentümliche Freiheitlichkeit gab.
Bekannte Habitués

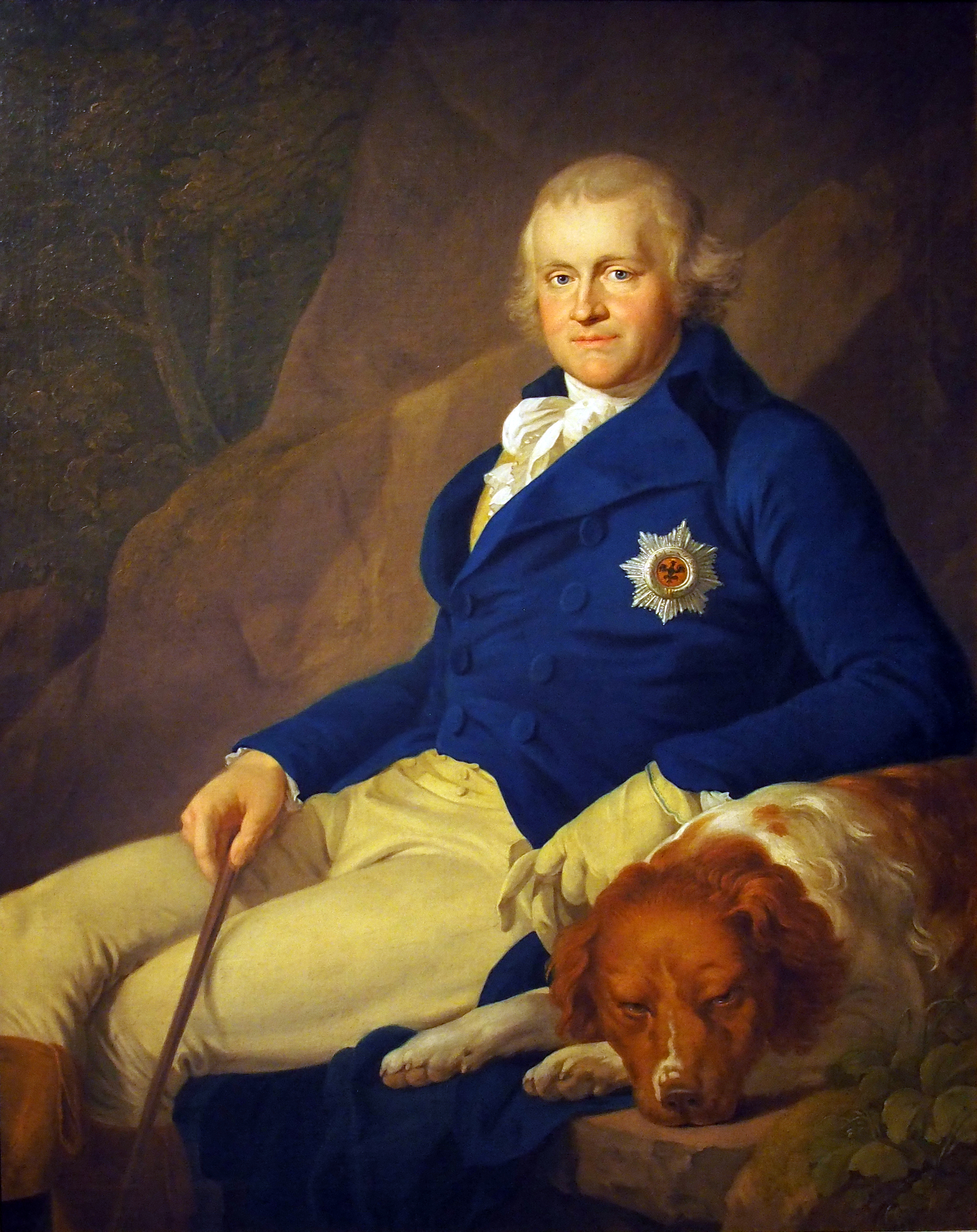
Herzog Karl August, mit dem Henriette von Crayen wahrscheinlich eine Affäre hatte

| In Leipzig - Herzog August von Sachsen-Gotha - Charles-François de Bonnay (1750–1825) - Johann Wolfgang von Goethe - Herzog Karl August von Sachsen-Weimar - Großherzog Karl Friedrich von Sachsen-Weimar - Alexandre de Lameth - Gouverneur Morris - Jean Paul - Graf Ignacy Potocki - Johann Friedrich Reichardt | In Berlin - Prinz August von Preußen - Karl August von Hardenberg - Elise von Hohenhausen - Charles Joseph de Ligne - Prinz Louis Ferdinand von Preußen - Lucia Migliaccio, Herzogin von Floridia - Hermann von Pückler-Muskau - Graf Fjodor Wassiljewitsch Rostoptschin - Wilhelm Fürst zu Sayn-Wittgenstein-Hohenstein - Friedrich von Schuckmann - Friedrich August von Staegemann - Karl August Varnhagen von Ense - Pauline Wiesel |

## Fortleben
Henriette von Crayen lebt auch literarisch fort. In seiner Novelle Schach von Wuthenow (1882) setzte Theodor Fontane der lebens- und liebeslustigen Salonnière in Gestalt der klugen und anziehenden Frau v. Carayon ein bleibendes Denkmal. Die Handlung selber nimmt ihr Motiv wesentlich aus dem Umkreis der Frau von Crayen: Der Protagonist, Rittmeister v. Schach, ist dem Gardeoffizier Otto Friedrich Ludwig von Schack (1763–1815), die Figur der Victoire v. Carayon der Victoire von Crayen, Tochter der Henriette, nachgebildet.
Auch die unglückliche Liebesgeschichte zwischen beiden orientiert sich an der Affäre zwischen Schack und der echten Victoire, bei deren Mutter dieser ebenso verkehrte wie – im Roman – Schach bei der von ihm angebeteten Josephine v. Carayon, der Mutter seiner ungeliebten Braut. Major v. Schack beging 1815 hochverschuldet Selbstmord; Fontanes Schach – nur Rittmeister, allerdings wie jener im (1807 aufgelösten) preußischen Eliteregiment Gensdarmes – erschießt sich bereits 1806, noch vor der Doppelschlacht bei Jena und Auerstedt, aus Furcht, seine blatternarbige Angetraute könnte ihm den Spott seiner Kameraden zuziehen. Victoires – 1818 durch König Friedrich Wilhelm III. legitimierter – Sohn Otto von Crayen stammt wahrscheinlich von Schack; auch die fiktive Victoire bringt bald nach Schachs Selbstmord ein Kind zur Welt. Anders als das Paar bei Fontane waren Victoire von Crayen und Otto von Schack indessen nicht verheiratet.